# Herrerismo (ideología)
El herrerismo es un grupo político uruguayo fundado por Luis Alberto de Herrera y continuado por su nieto, Luis Alberto Lacalle. Tanto Herrera como Lacalle fueron defensores de un conjunto de ideas políticas y filosóficas.

## Herrerismo histórico
Luis Alberto de Herrera fue un firme defensor de ciertas ideas, tanto en el plano de la política internacional como en el de la política económica.

### Antiimperialismo
Por la vía del nacionalismo Herrera llegó al antiimperialismo. En este campo no redujo su aporte a la mera formulación de un rechazo teórico al imperialismo, sino que asumió, con todos los riesgos que ello conllevaba, una actividad de militancia así como de investigación profunda del proceso, hallando las raíces económicas del mismo. Dicha militancia fue puesta de relieve en su acción diplomática, su producción historiográfica, sus intervenciones parlamentarias y su acción política cotidiana. Su particular vocación hacia este tema le provocó varios roces con otros políticos contemporáneos.
En 1908, desde Washington, comenzó su vocación antiintervencionista. Así lo escribió al Ministro de Relaciones Exteriores de la época, desde su cargo de secretario de la delegación uruguaya:

Washington, diciembre 15 de 1902. Excmo. Señor Don Germán Roosen. Ministro de Relaciones Exteriores. Montevideo, Señor Ministro: Su Excelencia el señor Presidente de los Estados Unidos acaba de dirigir su mensaje al nuevo Congreso. Se trata de un meditado documento al que solo me referiré en lo que nos es pertinente: esto es, a las declaraciones que contiene sobre política internacional. Las traduzco enseguida para exacto conocimiento de V.E. Dicen así: 

“Es de desear seriamente que todas las naciones de Sud América, tomen el rumbo que algunas de entre ellas ya han tomado con evidente éxito y que invitaran a sus playas el comercio, perfeccionando a la vez sus condiciones materiales y reconociendo que la estabilidad y el orden son los requisitos a todo desarrollo dichoso. Ninguna nación independiente de América tiene motivo para abrigar el más leve temor sobre una agresión de los Estados Unidos. Importa a cada cual imponer el orden dentro de sus propias fronteras y pagar sus obligaciones justas a sus acreedores extranjeros. Cuando esto hagan pueden estar ellas persuadidas a que, sean fuertes o débiles, nada tienen que temer de la intervención exterior. Más y más la creciente independencia y complejidad de la política internacional y de las relaciones económicas, da incumbencia a todos los poderes civilizados y ordenados del mundo para insistir en la buena política del globo”.

En otro párrafo se hace referencia al Tribunal de Arbitraje de La Haya, manifestándose el deseo de que todas las diferencias internacionales que puedan surgir en el futuro se diriman por medios pacíficos. 

Lo indudable, señor Ministro, es que en el párrafo trascripto se avanza una grave advertencia a los países de Sud América. Ahí se dice, a las claras, que las nacionalidades latinoamericanas están expuestas a una intervención de fuerza de parte de los Estados Unidos, cuando el desorden interno haga presa de ellas, más propiamente hablando, cuando los Estados Unidos juzguen que es llegado el caso de proceder así. Por supuesto que siendo tantas las tentaciones y encontrando cimiento en el motivo revolucionario, no importaría contrariedad asumir ese papel pacificador y de tan desastrosas consecuencias para la soberanía de los intervenidos. Se trata, pues, de un paso altamente significativo. El gobierno de Estados Unidos, por primera vez hace a la faz del mundo una declaración tan radical y amenazadora. No es ella otra cosa que un nuevo inciso de la ventajosísima Doctrina Monroe, cuyas proyecciones van aumentando con los años, a medida que aumentan las energías y voracidades del país que las creo. Queda constatado oficialmente que Estados Unidos se atribuye derechos jugosos de tutor, de inflexible tutor, sobre las naciones del Sud América. Entrego al la apreciación de V.E. tan arriesgada y pasmosa innovación internacional. Saludo a V.E. con mi consideración más distinguida. Luis Alberto de Herrera.

Con el paso del tiempo Herrera reafirmó sus conceptos, reiterando su admiración histórica por los Estados Unidos, por su pujanza y por su organización interna. Esta admiración evidentemente no corría paralela a su pensamiento en materia de política internacional.

Ahí está el ejemplo de los Estados Unidos. ¿Qué nación puso jamás tanta base de equidad en sus orígenes? ¿No fueron sus creadores aquellos puritanos que emigraron a las selvas vírgenes en procura de libertad civil y religiosa? ¿No se educó la hermosa prole en el amor al derecho? ¿No se rompe un día y para siempre con la metrópoli por juzgar insoportable atropello el gravamen de algunos peniques impuestos al té y al papel sellado? ¡Deliciosas memorias! Cuando su noticia filtra en las viejas sociedades se esparce por el mundo, con un estupor, la esperanza de asistir al advenimiento, casi maravilloso, de una democracia prístina. Tocqueville y Laboulaye, deslumbrados, marchan al encuentro de la nueva aurora. En sus honestas páginas flota el alivio de los grandes ensueños cumplidos. En efecto, aquellos peregrinos olvidados de la Europa: extraños de vulgares codicias y a la definición del atentado cívico; trabajadores infatigables; con la plegaria encendida en el espíritu cuando descansa el brazo, austeros; equilibrados, libres del peligro vecinal, nietos y biznietos de quien, en éxtasis de muerte, aconsejara a sus descendientes no probar jamás la fruta del mal de la conquista, esos admirables peregrinos prometían ungirse heraldos de la justicia nacional Sin embargo, ¡Que vuelco enorme han presenciado los tiempos!, como se ha hecho de tortuosa la línea recta bosquejada por los mayores cuáqueros, que infinita distancia separa a Franklin, enviado sereno de una humildad republicana, evangelizador de las virtudes desinteresadas, del imperialista presidente Roosevelt, victimario de pueblos y apóstol de la política del “big-strick” —del garrote— cernida sobre los organismos débiles de nuestro hemisferio.

A partir de 1939 el antiimperialismo sería una obsesión en Herrera. Fue una de las primeras voces críticas de las políticas externas de Estados Unidos, cuando aún era muy remoto el peligro norteamericano para Uruguay. Lo subrayó en El Uruguay Internacional, dedicado a analizar las relaciones de Uruguay con sus países limítrofes, especialmente con Argentina. Hizo hincapié en el problema jurisdiccional del Río de la Plata, defendiendo la tesis de la línea media, en contraposición al talweg.

#### El caso cubano
Herrera, en reiteradas ocasiones a lo largo de toda su carrera política, hizo referencia a Cuba y su subyugación por Estados Unidos.

(...) A todo esto ya Cuba era norteamericana por su dependencia comercial. La errada política arancelaria de la Madre Patria hizo más por la anexión que la fuerza de las armas. Dice el ilustre habanero doctor José Ignacio Rodríguez: "Poco a poco se ha viendo, sin que nadie pudiese remediarlo, que económicamente había dejado Cuba de ser una dependencia de España y se había convertido, del modo más completo y absoluto posible, de una dependencia americana". En 1886, el 94% de los productos cubanos pedía mercado a Estados Unidos. ¿Cómo sorprenderse de lo que ha sucedido y de lo que va a suceder? Las leyes de la vida han impuesto el patronato de la Unión. Que nuestro Uruguay comprenda el inmenso riesgo de estas subordinaciones a al economía vecina.

Párrafos adelante, remató:

Sellando la declaración del Congreso que "el pueblo de la isla es y de derecho debe ser libre e independiente", las tropas americanas se retiraron apenas eligió Cuba su primer mandatario. ¿Asegura este antecedente que esa libertad no será interrumpida? Cuando la prosperidad económica de una nación depende de la benevolencia de otra nación vecina y mucho más poderosa, su autonomía, es también fruto de la ajena benevolencia. La enmienda Platt, que califica un menoscabo de soberanía, está en pie. Por otra parte, ya dos guerras civiles han provocado la intervención yanqui. Que tan elocuente ejemplo de una absorción inevitable nos arranque a la indiferencia internacional en que vivimos.

Estas interpretaciones del caso cubano están fuertemente inspiradas en la exposición que José Martí realizara en la Conferencia Monetaria de las Repúblicas Americanas en marzo de 1881.

#### La causa sandinista
La causa nicaragüense encontró en Herrera un vocero desinteresado y eficaz. Vinculó la agresión a la tierra de Augusto César Sandino con la secesión panameña y la actitud de desembozada prepotencia pacifista de la Conferencia Panamericana de La Habana, brindando en una página de inusual severidad, habida cuenta de su posición política de entonces, el juicio condenatorio de las ambiciones imperiales norteamericanas. 

Un telegrama llegado ayer, nos trasmite en su laconismo trágico, la noticia de un nuevo choque entre Sandino, el romántico defensor de las libertades, y las tropas de desembarco americanas, defensoras de los intereses de los banqueros de Wall Street.

En esta guerra infame que soporta Nicaragua por el solo hecho de ser territorio estratégico para la construcción de un nuevo canal, cuyo dominio es codiciado por Estados Unidos. No sólo desde el punto de vista militar que ya de por sí es fundamental, dado que el de Panamá es fácil de obstruir en cualquier momento de peligro, sino también desde el punto de vista económico puesto que la distancia a recorrer entre costas Orientales y Occidentales de Estados Unidos se reducirían en 1.608 kilómetros. 
Hoy por hoy Nicaragua representa el dolor sangriento de América, que se debate entre las guerras del imperialismo, que no se para a escarniar el derecho siempre invocado en sus campañas de rapiña (...). Pero América, esa América cantada por el poeta de la oda vibrante y soberana; esa América que tembló de huracanes y que vive de amor, no puede ceder el paso sin ver manchadas de oprobio las páginas de la historia. Sandino, un héroe continuador de la obra de los grandes libertadores —Washington, Bolívar, San Martín, Artigas, Sucre—, águila él mismo desde su montaña abrupta, vigila, acecha para caer a golpes de ala sobre los fusileros liberticidas siervos del dólar, salvándose así la dignidad de su pueblo, mientras los hermanos de América —¡todos sus hermanos!— pregonan el plan de defensa contra el avance insolente del actual imperialismo. 

Nicaragua doliente, Nicaragua sangrienta, es hoy el símbolo de la América libre, amenazada por el tirano moderno: el dólar.

#### La política de la “Buena Vecindad”
Herrera se manifestó reiteradas veces en desacuerdo con la política de la Buena Vecindad, impulsada por Estados Unidos.  

Pero ¿Cómo interpretar, si no conciliar, la anunciada nueva política de la "Buena Vecindad" del presidente Franklin Delano Roosevelt, con los verdaderos propósitos imperialistas?

Es imposible, para una cabal interpretación del drama latinoamericano con relación a su poderoso vecino norteño, sustraerse a observar, aunque mas no sea a vuelo de pluma, a los "buenos vecinos". 

Cuba, para empezar: según él era un feudo norteamericano. La Enmienda Platt había dado a los estadounidenses el control militar, político y económico de la isla. Y cuando en 1933 Grau San Martín asumió el poder, sin miramientos ni recato, Sumner Welles —embajador de los Estados Unidos en Cuba— comenzó a preparar su derrocamiento. Y cuando cayó Grau y empezó el tiempo del sargento Batista, aquel pudo acusar, sin reticencias, al gobierno de Washington como responsable de su caída. Guatemala, Honduras y Costa Rica, con los Ubico, los Tiburcio Carías y los Jiménez, eran feudos de la United Fruit. El Salvador con Maximiliano Hernández; el "protectorado" de Panamá; Trujillo en la Republica Dominicana; por citar los más notorios, fueron ejemplos típicos de que dio a llamarse "las republiquitas del Caribe".

#### Herrera y la Segunda Guerra Mundial
Al estallar la Segunda Guerra Mundial Herrera adoptó una posición claramente favorable a los aliados y contraria a la Alemania de Adolf Hitler, pero se opuso firmemente a que Uruguay se involucrara en el conflicto. Cuando el canciller Alberto Guani comenzó a negociar la eventual instalación de una base naval estadounidense en Punta del Este, Herrera se opuso formalmente. Esta actitud significó que se le acusara de simpatizar con el Eje, particularmente por parte del Partido Comunista del Uruguay (PCU), decididamente intervencionista tras la invasión de Alemania a la Unión Soviética en junio de 1941.[cita requerida] En 1942 Alfredo Baldomir dio un golpe de Estado con apoyo de Batllismo y el Nacionalismo Independiente. El Partido Comunista apoyó las medidas tomadas por Baldomir y pidió la cárcel para Herrera y la clausura de El Debate.
Herrera respondió:

Ni Rusia ni Estados Unidos… Ni la sovietización de las patrias americanas ni su subordinación a ninguna estructura –sea cual fuere su origen o finalidad– que tenga intención, propósito o sentido de limitar la bien conquistada soberanía de los pueblos. En definitiva: ni en las filas rojas del comunismo, ni una estrella más en la bandera de ningún imperialismo. El mundo no está ni política ni ideológicamente cerrado a otras soluciones…
Herrera citado por la agencia Reuters, 4 de julio de 1947.

### Realismo en política internacional
El realismo en la política internacional se vio plasmado en la obra de Herrera "El Uruguay Internacional". Dicho libro, publicado en París en 1912, fue un libro pionero en cuanto a reflexión sobre la relación de Uruguay con el mundo. Inspiró las definiciones del Partido Nacional desde entonces y, a veces, las del Estado como actor internacional. Da cuenta del "nacionalismo" de Herrera, no como forma de estar en Uruguay, sino de estar en el mundo. 
En el libro, Herrera manifestaba preocupación por la pérdida del sello original de la Nación: 

Encaremos la grave perturbación desde el punto de vista de las ideas. Tal vez sea este el peligro mayor cernido sobre los localismos sagrados. Si una patria pierde su sello original; si el idioma nativo se bate en retirada, arrollado por otro; si nada distingue a sus hijos de los vecinos; si ellos carecen de criterio propio en las cuestiones externas, o reciben, sin beneficio de inventario, opiniones prestadas; si sus héroes se miden con ajeno cartabón y si sus aspiraciones de colectividad no exceden de la servil imitación; si todo eso, o mucho de eso ocurre, tendrá fundamento el sobresalto porque pálida será, entonces, la personalidad del cuerpo internacional tan sugestionado.

Y remataba expresando que: 

La penetración pacifica es la más grave de todas porque ella abre camino a posteriores dominaciones. Si en una época provoco justificadas alarmas la expansión en nuestro territorio del idioma portugués, en la realidad, aunque no tan intenso, en lo que se ve, debe preocuparnos el avance argentino en nuestro ambiente.

El nacionalismo y tradicionalismo herrerista es de raíz rural, lo que explica la conexión ideológica de Herrera con Maurice Barrès y Charles Maurras aunque, por la diversidad de circunstancias, asumiera un sentido diferente. Aquí fue un nacionalismo "nativista", salvador de las raíces autóctonas, procediendo al rescate de lo que se denostaba como "barbarie”. Herrera representó la lucha entre el liberalismo y el conservadurismo. Esta última línea de pensamiento hacía referencia a la conservación de la cultura local, a la conservación del “localismo sagrado”, frente a la “penetración pacifica”, al decir de Herrera.
Todo esto hacía pensar a Herrera en la necesidad de una mística nacional, con un fondo cultural y cívico sólido. Para Herrera se debía aprovechar la posición geográfica para tener un rol articulador en la región. Según el historiador Romeo Pérez Antón, Herrera con su "Uruguay Internacional": 

"se propuso sustentar un juridicisimo que eludiera esos peligros de ingenuidad, abstracción y carencia de realismo. [...] No tenía precedentes en su condición de exhaustiva y rigurosa indagatoria de los recursos con que contaba entonces el Uruguay, como actor del sistema mundial, y de los desafíos y amenazas que sobre él se cernían. La investigación conducía un programa, a su vez completo y coherente, del que no había dispuesto antes nuestra política externa y nuestro servicio exterior."

### Herrera y la Revolución Francesa
En su obra "La Revolución Francesa y Sudamérica", publicada en 1910, Herrera contradice la tesis de que la Revolución Francesa fuera inspiradora de la revolución latinoamericana. De acuerdo con Herrera, si Francia influyó, lo hizo más bien por el lado jacobino, como el Plan de operaciones de Mariano Moreno o el profundo autoritarismo de Simón Bolívar. [cita requerida]
Herrera reivindica, como lo había hecho un siglo antes Francisco de Miranda, la experiencia norteamericana. A diferencia de otros antiimperialistas, Herrera destaca la robustez de las instituciones republicanas estadounidenses, pero rechaza la invasión de "republiquetas bananeras del patio trasero". Admira a Thomas Jefferson, Benjamin Franklin, James Madison, George Washington y Alexander Hamilton.
Para Herrera, la irrupción en América del Sur de las ideas de la Revolución Francesa, en vez de impulsar el avance de la libertad, lo obstaculizó. Dichas ideas estarían en la base de los dos principales e inextricables problemas de la región: la anarquía y el despotismo. El fracaso de las instituciones habría alentado el ascenso de caudillos, demagogos y tiranos (y viceversa). Siguiendo este razonamiento, el autor sugiere que los padecimientos políticos sudamericanos hubieran sido menos graves si la inspiración se hubiera buscado en otros modelos. Menciona varios sistemas políticos en los que "la libertad y el derecho conocen sanciones seductoras". Además de Estados Unidos, cita a Inglaterra, Suiza, Países Bajos y Alemania. 
Pese a los elogios al sistema estadounidense, para Herrera hubiera sido más razonable aplicar en América del Sur el modelo monárquico inglés. "Algunos patriotas eminentes propiciaron la conveniencia de una transición suave, utilizando el intermedio de la forma monárquica; pero estos sabios consejos se perdieron en el tumulto clamoroso", sostiene Herrera.

### Concepción económica

#### Ruralismo
Herrera defendió principalmente al sector agropecuario. Se podría considerar a Herrera como una personalidad adherida al ruralismo o agrarismo político-económico tradicional. Fue un crítico acérrimo de todo intento de industrialización debido a su “artificialidad” (según propias palabras).[cita requerida] No por eso se debe de identificar al ideario herrerista con la protección del gran latifundio. El mismo Herrera en un artículo publicado en El Debate el 27 de junio de 1948 menciona que: 

“la potencialidad económica del gran capital, ha ido desalojando paulatinamente los predios en propiedad o arriendo, a numerosos núcleos de trabajadores de agro […] Tendencia absolutista, llamada a transformar, si se le consintiera el centro de las actividades agrarias, con zonas feudales, destinadas al expansionismo sin limites de las explotaciones agropecuarias. (latifundio) […] es preciso detener este avance vertiginoso del expansionismo capitalista […] El capitalismo, buscando formas positivas y estables de colocación, se ha dedicado a especulaciones sobre la base de la tierra, a la que, pretendiendo desvirtuarla en su misión específica, se la toma como medio de asegurarse usuraria rentabilidad. (A este problema, se le debe de buscar una solución), si no queremos decretar un mayor éxodo de población hacia las capitales, con todo el peso de la enorme tragedia que ellos importaría en el orden económico y social del país”

#### Antiestatismo
El herrerismo defendió el rol primordial del mercado y de la iniciativa privada y mostró una desconfianza visceral hacia los impuestos, calificándose como anti-tarifista en política económica internacional y también nacional. Más de una vez Herrera convocó a la “huelga de los bolsillos cerrados”,
La filosofía antiestatista se puede ver como oposición al “Uruguay de planificación batllista”, un Uruguay donde existió una industria fuertemente subsidiada, con tipos de cambio preferenciales, hipertrofia y centralismo en los servicios en la capital del país. 
Sobre el estatismo Herrera se pronunciaría en una de sus obras centrales “La Revolución Francesa y Sudamérica”: 

“Motor irrefrenado de una inmensa maquinaria, en sus dependencias mueren todas las ondas de esfuerzo autonómico. La frondosidad de su sombra esteriliza la vegetación en el núcleo inmediato, reatado por sus raíces seculares, chupadoras de las mejores savias. Caja de amortización de los caracteres y de la libertad moral de los ciudadanos, llamó Lamartine al presupuesto. La grave dolencia centralizadora, titulada estatismo, es decir, monopolio abrumador del Estado, gravita sobre la democracia francesa. ¿Acaso puede compararse tan desastroso espectáculo de sofisma republicano con el ejemplo que se recoge en las sociedades cimentadas sobre la comuna autonómica?”

Es una crítica a la burocracia centralista francesa de la que el Uruguay copió el modelo. Esa frase, quiere decir que a través del presupuesto estatal se limita la libertad de los ciudadanos a cambio de beneficios sociales con el objetivo de transformarlos en individuos dependientes del Estado, sin carácter.

#### Anticentralismo
Herrera fue influido por Tocqueville y su obra “La Democracia en América”, de donde Herrera extrajo la contraposición que existía entre el modelo autonómico y federal de Estados Unidos y el centralismo francés.
La propuesta herrerista era de un país con autonomías locales, autosuficientes, capaces de generar oportunidades de empleo como para retener a las nuevas generaciones, en cuestión, un Uruguay donde haya una mayor distribución demográfica más pareja y no tan macrocefálica y concentrada en la capital.

## Ideología vs. pragmatismo
De acuerdo con algunos autores como Vivián Trías, el herrerismo de Luis Alberto de Herrera no podría ser catalogado de ideología. Según Trías, en materia económico-social Herrera fue un pragmático, "las más de las veces conservador y liberal, aunque con destellos progresistas".  Promovió medidas aduaneras y créditos, se impulsó la agricultura con subsidios y precios mínimos y se sancionó una avanzada legislación laboral, con aumentos de salarios, vacaciones pagas, indemnización por despidos, salario familiar, ley de trabajos insalubres y previsión social.
En materia de política internacional Herrera se opuso con uñas y dientes a la instalación de bases estadounidenses y se movió en una línea neutralista, rechazando el Pacto de Río de Janeiro de 1947 y oponiéndose al envío de tropas uruguayas a Corea. Alberto Methol Ferré sugirió que el caudillo alimentó una dicotomía de índole bicéfala en política internacional con la intención de abrirle al país todas las opciones.

## Herrerismo contemporáneo
Con el tiempo, el herrerismo fue  desprendiéndose de su característico nacionalismo y popularismo, virando hacia un liberalismo conservador fruto, en parte, del final de la Guerra Fría. En la década de los años 1990 el herrerismo adhirió a las políticas librecambistas que por entonces parecían resultar exitosas en el mundo. Así, en el herrerismo actual hay una firme actitud favorable a la libre empresa y la defensa de los derechos individuales.[cita requerida]
Durante el gobierno de Lacalle, si bien su Ley de Empresas Públicas (que privatizaba parcialmente ANTEL) fue derogada en un referéndum por el 67% del voto ciudadano, se instaló un proceso a favor de la liberalización de la economía a todo nivel, debate que se extiende hasta hoy en día.

### Liberalismo económico
La política económica seguida por Luis Alberto Lacalle durante su mandato fue de corte más liberal que la de anteriores gobiernos. Se suprimió la obligatoriedad de las negociaciones salariales obrero-patronales, se implementaron una serie de medidas tendentes a privatizar empresas del Estado o a ponerlas en competencia con otras del sector privado, se implementó una unión aduanera con Argentina, Brasil y Paraguay (el Mercosur). 

### Política de meridianos
Paralelamente al Mercosur, una clara concepción geopolítica impulsó al gobierno a consolidar el convenio de Transporte con Argentina, Brasil, Bolivia y Paraguay, denominado "Hidrovía Paraná - Paraguay". Para Lacalle era la expresión práctica de la denominada "política de meridianos" que el Uruguay debe propiciar para complementar los vínculos con los países mediterráneos y facilitar su condición de usuarios regionales de nuestras instalaciones portuarias.